# خير أباد (سرتشهان)
خیر أباد (بالفارسية: خیرآباد) هي منطقة سكنية تقع في إيران في قسم سرتشهان الريفي.